# Лето мотоциклистов
«Лето мотоциклистов» (латыш. «Motociklu vasara»), СССР, 1975 — художественный фильм, молодёжная драма.

## Сюжет
На 18-летие родители подарили Марису мотоцикл. Вместе с другом они носятся по шоссе и, обогнав свадебную машину, знакомятся с женихом и невестой. Инесе выходит замуж без любви и с радостью соглашается на предложение нового знакомого. Они бегут вместе, их ждёт романтическое путешествие на новом многосильном мотоцикле.
Первую ночь они провели на заднем дворе небольшого сельского дома, у пожилой супружеской четы. На следующую — заночевали прямо в лесу, у разведённого костра. Утром Инесе исчезла. Марис отправился на её поиски по безумной, бесконечной летней дороге.

## В ролях

Кадр из фильма

- Инесе Янсоне — Инесе (озвучивание — Наталья Гурзо)
- Петерис Гаудиньш — Марис (Валерий Рыжаков)

Остальные актёры в титрах указаны как исполнители эпизодических ролей
- Астрида Кайриша
- Карлис Себрис
- Бенита Озолиня
- Эдуард Павулс
- Гунта Виркава
- Роландс Загорскис
- Олга Круминя
- Вайронис Яканс
- Гуна Балоде
- Паул Буткевич
- Гидо Кокарс
- Анита Тамулена
- Ольгерт Кродерс
- Висвалдис Валдманис
- Леонс Риндулис
- Эрнест Шкитлерис
- Р. Йонушас
- Лаймонис Блокс
- Роландс Приедитис
- Романс Нейманис
- Ольгертс Свиланс
- Андрис Селевичс

## Съёмочная группа
- Автор сценария: Андрис Якубанс, Элмарс Ансонс
- Режиссёр-постановщик: Улдис Браунс
- Операторы-постановщики: Ивар Селецкис, Калвис Залцманис
- Художник: Улдис Паузерс
- Композитор: Маргер Зариньш
- Звукооператор: Игорь Яковлев
- Монтаж: Майя Индерсоне
- Костюмы: Дагма Мелнаре
- Грим: Р. Убаре
- Режиссёр: Б. Занде
- Ассистенты режиссёра: Р. Эртнере, А. Жуковскис
- Оператор: И. Хофманис
- Директор: Артурс Балодис

## Дополнительные факты
- Фильм снимали в окрестностях Кулдиги — там, где прошли детские годы режиссёра.